# Heterocladium heteropterum
Heterocladium heteropterum là một loài Rêu trong họ Thuidiaceae. Loài này được (Brid.) Schimp. mô tả khoa học đầu tiên năm 1852.